# Vision for Europe Award
Il Vision for Europe Award è un premio che è stato elargito ogni anno dal 1995 dalla Fondazione Edmond Israel non-profit nel "riconoscimento dei risultati eccezionali nel portare l'Europa nel futuro".
Il premio viene consegnato al destinatario durante una cerimonia presso l'edificio della Fondazione Edmond Israel nella Città di Lussemburgo. Lo scultore più famoso del Lussemburgo, Lucien Wercollier, ha progettato la statua presentata ai destinatari.
Il primo Vision for Europe Award è stato assegnato a Jacques Santer nel 1995, anno in cui ha lasciato il suo incarico di Primo ministro del Lussemburgo per diventare Presidente della Commissione Europea. Il premio ha onorato i suoi sforzi per unire l'Europa in una singola entità.
| Anno | Immagine      | Premiato                   | Note |
| ---- | ------------- | -------------------------- | --- |
| 1995 |               | Jacques Santer             | all'epoca presidente della Commissione europea ed ex Primo Ministro del Lussemburgo |
| 1996 |               | Jean-Luc Dehaene           | Primo ministro del Belgio |
| 1997 |               | Helmut Kohl                | Cancelliere della Germania |
| 1998 |               | Jean-Claude Juncker        | Primo ministro del Lussemburgo |
| 1999 |               | Wim Duisenberg             | primo presidente della Banca Centrale Europea ed ex Ministro delle finanze dei Paesi Bassi |
| 2000 |               | Árpád Göncz                | Presidente dell'Ungheria |
| 2001 | Non assegnato | Non assegnato              | Non assegnato |
| 2002 |               | Guy Verhofstadt            | Primo ministro del Belgio |
| 2003 |               | Javier Solana              | Alto rappresentante per la politica estera e di sicurezza comune (PESC) e Segretario generale del Consiglio dell'Unione europea (UE) e Unione europea occidentale (WEU) ed ex Segretario generale della NATO. |
| 2004 | Non assegnato | Non assegnato              | Non assegnato |
| 2005 | Non assegnato | Non assegnato              | Non assegnato |
| 2006 |               | Angela Merkel              | Cancelliera della Germania |
| 2007 | Non assegnato | Non assegnato              | Non assegnato |
| 2008 |               | Jean-Claude Trichet        | Presidente della Banca Centrale Europea ed ex governatore Banca di Francia |
| 2016 |               | Prof. Dr. Wolfgang Wessels | Professor & Jean Monnet Chair, Università di Colonia. |